# Bunuri mobile din domeniul științele naturii clasate în patrimoniul cultural național al României aflate în județul Hunedoara
Acestă listă conține bunurile mobile din domeniul științele naturii clasate în Patrimoniul cultural național al României aflate la momentul clasării în județul Hunedoara.

## Tezaur
| Foto | Informații generale                                  | Detalii tehnice                                                                                          | Descriere | Deținător                                  | Legături |
| ---- | ---------------------------------------------------- | --- | --- | ------------------------------------------ | -------- |
|      | Parnassius apollo jaraensis (Kertesz, 1922)          | Descoperit: jud. Cluj, com. MĂGURI-RĂCĂTĂU, RĂCĂTĂU, Răcătău; Valea Someșului Rece Dimensiuni: AA=70 mm  | Exemplar: femelă. Aripile anterioare albe. Petele celulare mici și rotunjite. Zona marginală hialină. Aripile posterioare prevăzute cu 2 oceli mari, roșii, încercuiți de o bandă neagră. Subspecie rară, endemică, de interes comunitar conform Anexei 4A din OUG 57/2007                                                                         | Muzeul Civilizației Dacice și Romane, Deva | Cimec    |
|      | Parnassius apollo jaraensis (Kertesz, 1922)          | Descoperit: jud. Cluj, com. MĂGURI-RĂCĂTĂU, RĂCĂTĂU, Răcătău; Valea Someșului Rece Dimensiuni: AA= 72 mm | Subspecie endemică; taxon de interes comunitar conform OUG 57/2007 Exemplar mascul. Aripile anterioare albe. Petele celulare mici și rotunjite. Zona marginală hialină. Aripile posterioare prevăzute cu 2 oceli mari, roșii, încercuiți de o bandă neagră. Abdomenul păros.                                                                       | Muzeul Civilizației Dacice și Romane, Deva | Cimec    |
|      | Parnassius apollo transsylvanicus (Schweitzer, 1912) | Descoperit: jud. Harghita, com. MUNICIPIUL GHEORGHENI, GHEORGHENI, Lacul Roșu Dimensiuni: AA=74 mm       | Specie protejata de interes comunitar conform OUG 57/2007 Exemplar mascul. Fondul aripilor alb. Zona marginală hialină, închisă la culoare. În regiunea submarginală o bandă neagră. Aripile anterioare prevăzute cu cinci pete negre de dimensiuni diferite. Aripile posterioare cu câte doi oceli dintre care cei centrali sunt pupilați cu alb. | Muzeul Civilizației Dacice și Romane, Deva | Cimec    |

## Fond
| Foto | Informații generale                                                                       | Detalii tehnice | Descriere | Deținător                                  | Legături |
| ---- | ----------------------------------------------------------------------------------------- | --- | --- | ------------------------------------------ | -------- |
|      | Neozephyrus quercus (Linnaeus, 1758)                                                      | Descoperit: jud. Timiș, com. REMETEA MARE, REMETEA MARE, Remetea Mare Dimensiuni: AA=37 mm                                                       | Exemplar femel. Fondul aripilor anterioare brun întunecat cu o pată albastru-violet cu irizații, divizată în două ramuri, prelungite spre unghiul anal. | Muzeul Civilizației Dacice și Romane, Deva | Cimec    |
|      | Colias chrysotheme chrysotheme (Esper, 1781)                                              | Descoperit: jud. Vrancea, com. MUNICIPIUL FOCȘANI, FOCȘANI, Focșani Dimensiuni: AA: 45 mm                                                        | Exemplar mascul. Culoarea aripilor galben pal. Bordura aripilor anterioare neagră, mai puțin intensă, străbătută de nervurile aripilor. Pata discală de pe aripile anterioare mică, ovală. Aripile posterioare cu banda marginală neagră, îngustă. | Muzeul Civilizației Dacice și Romane, Deva | Cimec    |
|      | Arethusana arethusa (Denis & Schiffermuller, 1775)                                        | Descoperit: jud. Mehedinți, com. MUNICIPIUL ORȘOVA, ORȘOVA, Orșova Dimensiuni: AA= 45 mm                                                         | Specie protejată, de interes național conform OUG 57/2007 Exemplar mascul. Fondul aripilor brun. Aripile anterioare și posterioare prevăzute cu câte un ocel negru. Benzile postdiscale ale aripilor anterioare și posterioare bine dezvoltate dar întrerupte de nervuri. | Muzeul Civilizației Dacice și Romane, Deva | Cimec    |
|      | Erebia melas melas (Herbst, 1796)                                                         | Descoperit: jud. Caraș-Severin, com. ORAȘ BĂILE HERCULANE, BĂILE HERCULANE, Muntele Domogled Dimensiuni: AA=37 mm                                | Subspecie cu distribuție localizată. Atinge limita nord-vestică a arealului în zona Băilor Herculane- Munții Cernei. Exemplar mascul. Fondul aripilor anterioare și posterioare negru-brun. Doi ocelii subapicali ai aripilor anterioare, negri cu pupile albe. Aripile posterioare prevăzute cu oceli mici, negri, cu pupile albe. | Muzeul Civilizației Dacice și Romane, Deva | Cimec    |
|      | Erebia melas melas (Herbst, 1796)                                                         | Descoperit: jud. Caraș-Severin, com. ORAȘ BĂILE HERCULANE, BĂILE HERCULANE, Băile Herculane; Muntele Domogled Dimensiuni: AA=37 mm               | Subspecie cu distribuție localizată care atinge limita nord-vestică a arealului în zona Băilor Herculane- Munții Cernei Exemplar mascul. Fondul aripilor anterioare și posterioare negru-brun. Doi ocelii subapicali ai aripilor anterioare, negri cu pupile albe. Aripile posterioare prevăzute cu oceli mici, negri, cu pupile albe. | Muzeul Civilizației Dacice și Romane, Deva | Cimec    |
|      | Erebia melas melas (Herbst, 1796)                                                         | Descoperit: jud. Caraș-Severin, com. CORNEREVA, DOBRAIA, Munții Cernei; Vârful Arjana Dimensiuni: AA=38 mm                                       | Subspecie cu distribuție localizată care atinge limita nord-vestică a arealului în zona Băilor Herculane- Munții Cernei Exemplar mascul. Fondul aripilor anterioare și posterioare negru-brun. Doi ocelii subapicali ai aripilor anterioare, negri cu pupile albe. Aripile posterioare prevăzute cu oceli mici, negri, cu pupile albe, mai puțin evidenți. | Muzeul Civilizației Dacice și Romane, Deva | Cimec    |
|      | Erebia melas melas (Herbst, 1796)                                                         | Descoperit: jud. Caraș-Severin, com. ORAȘ BĂILE HERCULANE, BĂILE HERCULANE, Muntele Domogled Dimensiuni: AA=42 mm                                | Subspecie cu distribuție localizată care atinge limita nord-vestică a arealului în zona Băilor Herculane- Munții Cernei Exemplar femelă. Fondul aripilor brun. În banda submarginală a aripilor anterioare, 4 oceli, negri cu pupile albe, dintre care 2 oceli apicali, alipiți. Aripile posterioare prevăzute cu patru oceli negri cu pupile albe. | Muzeul Civilizației Dacice și Romane, Deva | Cimec    |
|      | Erebia melas runcensis (Konig 1965)                                                       | Descoperit: jud. Alba, com. OCOLIȘ, RUNC, Cheile Runcului Dimensiuni: AA=38 mm                                                                   | Exemplar mascul. Aripile anterioare și posterioare brun-negricioase. Banda submarginală a aripilor anterioare brun gălbuie. Aripile anterioare prezintă 3 oceli negri cu pubile albe, dintre care 2 oceli apicali alipiți. Aripile posterioare prevăzute cu oceli negri cu pupile albe. Subspecie endemică de interes național conform OUG 57/2007 | Muzeul Civilizației Dacice și Romane, Deva | Cimec    |
|      | Coenonympha leander (Esper, 1784)                                                         | Descoperit: jud. Caraș-Severin, com. ORAȘ BĂILE HERCULANE, BĂILE HERCULANE, Băile Herculane; Muntele Domogled Dimensiuni: AA=32 mm               | Specie protejată de interes național conform OUG 57/2007 Exemplar femelă. Aripile anterioare gălbui-brun prevăzute cu 2 oceli negri. Bordura marginală brun-închisă. Aripile posterioare brune cu o bandă submarginală gălbuie prevăzută cu 4 oceli negri. | Muzeul Civilizației Dacice și Romane, Deva | Cimec    |
|      | Coenonympha leander (Esper, 1784)                                                         | Descoperit: jud. Caraș-Severin, com. ORAȘ BĂILE HERCULANE, BĂILE HERCULANE, Băile Herculane; Muntele Domogled Dimensiuni: AA=31 mm               | Specie protejată, de interes național conform OUG 57/2007 Exemplar femelă. Aripile anterioare gălbui-brun prevăzute cu ocel negru. Bordura marginală brun-închisă. Aripile posterioare brune cu o bandă submarginală gălbuie prevăzută cu 4 oceli negri. | Muzeul Civilizației Dacice și Romane, Deva | Cimec    |
|      | Coenonympha rhodopensis (Elwes, 1900) syn. Coenonympha tullia schmidtii (Dioszeghy, 1930) | Descoperit: jud. Hunedoara, Munții Retezat; Stâna Radeș Dimensiuni: AA= 32 mm                                                                    | Specie cu distribuție localizată în unități montane din Peninsula Balcanică, Italia și România (Munții Retezat) Exemplar femelă. Culoarea aripilor galben-brună. Ocelii de pe aripile anterioare și posterioare mici, negri. | Muzeul Civilizației Dacice și Romane, Deva | Cimec    |
|      | Eriogaster catax (Linnaeus, 1758)                                                         | Descoperit: jud. Timiș, com. FIBIȘ, FIBIȘ, Fibiș Dimensiuni: AA: 35 mm                                                                           | Exemplar femelă. Aripile anterioare prevăzute cu două pete albe. Abdomenul păros. | Muzeul Civilizației Dacice și Romane, Deva | Cimec    |
|      | Eriogaster lanestris (Linnaeus, 1758)                                                     | Descoperit: jud. Timiș, com. VOITEG, VOITEG, Voiteg Dimensiuni: AA= 38 mm                                                                        | Fondul aripilor brun gălbui. Toracele și abdomenul prevăzuți cu peri lungi, brun-gălbui. | Muzeul Civilizației Dacice și Romane, Deva | Cimec    |
|      | Lasiocampa trifolii (Denis & Schiffermuller, 1775)                                        | Descoperit: jud. Hunedoara, Munții Retezat Dimensiuni: AA= 40 mm                                                                                 | Aripile anterioare brune în jumatatea anală prevăzute cu câte o pată albă. Banda mediană, gălbuie. Marginile aripilor brune. Aripile posterioare de culoare brună cu o bandă submarginală de culoare galbenă. | Muzeul Civilizației Dacice și Romane, Deva | Cimec    |
|      | Lycaena dispar rutila (Werneburg 1864)                                                    | Descoperit: jud. Timiș, com. GIULVĂZ, RUDNA, Rudna Dimensiuni: AA= 34 mm                                                                         | Exemplar femelă. Fondul aripilor anterioare portocaliu cu pete negre. Aripile posterioare brune cu o bandă submarginală portocalie | Muzeul Civilizației Dacice și Romane, Deva | Cimec    |
|      | Maculinea arion (Linnaeus, 1758)                                                          | Descoperit: jud. Alba, com. OCOLIȘ, RUNC, Cheile Runcului Dimensiuni: AA=38 mm                                                                   | Exemplar mascul. Fondul aripilor albastru. Pe aripile anterioare o bandă mediană formată din pete negre de formă triunghiulară. Specie ocrotită de interes comunitar. | Muzeul Civilizației Dacice și Romane, Deva | Cimec    |
|      | Pieris mannii (Mayer 1851)                                                                | Descoperit: jud. Caraș-Severin, com. ORAȘ BĂILE HERCULANE, BĂILE HERCULANE, Valea Cernei Dimensiuni: AA=40 mm                                    | Pata apicala a aripilor anterioare dezvoltată. Pata extradiscală, lunulară, mai aproape de marginea aripii. Exemplarul păstrează caracterele de diagnoză ale speciei (Niculescu, 1963) | Muzeul Civilizației Dacice și Romane, Deva | Cimec    |
|      | Pieris ergane (Geyer 1828)                                                                | Descoperit: jud. Caraș-Severin, com. ORAȘ BĂILE HERCULANE, BĂILE HERCULANE, Muntele Domogled; Băile Herculane Dimensiuni: AA=33 mm               | Pata apicală a aripilor anterioare, neagră, subrectangulară. Pata extradiscală mai aproape de marginea externă a aripii. | Muzeul Civilizației Dacice și Romane, Deva | Cimec    |
|      | Chamaesphecia palustris (Kautz, 1927)                                                     | Descoperit: jud. Timiș, com. PIȘCHIA, PIȘCHIA, Pișchia Dimensiuni: AA: 29 mm                                                                     | Exemplar femelă. Aripile anterioare și posterioare transparente cu benzi marginale late de culoare brună. | Muzeul Civilizației Dacice și Romane, Deva | Cimec    |
|      | Eugnorisma depuncta (Linnaeus, 1761)                                                      | Descoperit: jud. Constanța, com. LIMANU, HAGIENI, Pădurea Hagieni Dimensiuni: AA=38 mm                                                           | Exemplar mascul. Exemplarul păstrează caracterele de diagnoză ale speciei | Muzeul Civilizației Dacice și Romane, Deva | Cimec    |
|      | Tyria jacobaeae (Linnaeus, 1758)                                                          | Descoperit: jud. Caraș-Severin, com. MEHADIA, MEHADIA, Mehadia Dimensiuni: AA=35 mm                                                              | Fondul aripilor anterioare brun roșcat cu pete roșii marginale. Bandă roșie paralelă cu marginea costală a aripii anterioare. Aripile posterioare au fondul roșu cu o bandă marginală neagră, foarte subtire. | Muzeul Civilizației Dacice și Romane, Deva | Cimec    |
|      | Heteropterus morpheus (Pallas, 1771)                                                      | Descoperit: jud. Caraș-Severin, Cheile Nerei; Sasca Dimensiuni: AA=31 mm                                                                         | Exemplar mascul. Aripile anterioare și posterioare brun închis. Pete mici portocalii spre marginea costală a aripilor anterioare. Exemplarul păstrează caracterele de diagnoză ale speciei. | Muzeul Civilizației Dacice și Romane, Deva | Cimec    |
|      | Zerynthia polyxena (Denis & Schiffermuller, 1775)                                         | Descoperit: jud. Timiș, com. MUNICIPIUL TIMIȘOARA, Pădurea Verde Dimensiuni: AA=41mm                                                             | Aripile anterioare au fondul galben cu numeroase pete brun-negricioase. Desenul marginal al aripilor posterioare format din arcuri negre dublate de o dungă galbenă. | Muzeul Civilizației Dacice și Romane, Deva | Cimec    |
|      | Euphydryas maturna partiensis (Varga, 1973)                                               | Descoperit: jud. Timiș, com. MUNICIPIUL TIMIȘOARA, TIMIȘOARA, Timișoara; Pădurea Verde Dimensiuni: AA=35 mm                                      | Exemplar mascul. Aripile de culoare brună cu pete cărămizii și cărămizii-gălbui dispuse în patru benzi transversale paralele cu marginea externă. Cap, torace și abdomen negru. Antene negre măciucate. | Muzeul Civilizației Dacice și Romane, Deva | Cimec    |
|      | Euphydryas maturna partiensis (Varga, 1973)                                               | Descoperit: jud. Timiș, com. MUNICIPIUL TIMIȘOARA, TIMIȘOARA, Timișoara; Pădurea Verde Dimensiuni: AA= 36 mm                                     | Capul, toracele, abdomenul negru. Aripile anterioare și posterioare brune cu benzi transversale cărămizii și caramizii gălbui. Antenele măciucate | Muzeul Civilizației Dacice și Romane, Deva | Cimec    |
|      | Argynnis laodice (Pallas, 1771)                                                           | Descoperit: jud. Sălaj, Munții Meseș Dimensiuni: AA=56 mm                                                                                        | Fondul aripilor anterioare și posterioare, roșcat aprins, cu șiruri de pete negre. Petele negre marginale la aripile anterioare sunt triunghiulare sau rombice reunite printr-o linie fină. | Muzeul Civilizației Dacice și Romane, Deva | Cimec    |
|      | Erebia melas runcensis (Konig 1965)                                                       | Descoperit: jud. Alba, com. OCOLIȘ, RUNC Dimensiuni: AA: 42 mm                                                                                   | Specie protejată conform OUG 57/2007 Exemplar mascul. Fondul aripilor anterioare și posterioare brun închis-negru. Aripile anterioare prezintă 2 oceli negri, uniți, pupilați cu alb. Aripile posterioare prezintă 4 oceli negri pupilați cu alb. | Muzeul Civilizației Dacice și Romane, Deva | Cimec    |
|      | Erebia melas runcensis (Konig 1965)                                                       | Descoperit: jud. Alba, com. POȘAGA, Poșaga; Valea Arieșului Dimensiuni: AA=45 mm                                                                 | Exemplar femelă. Aripile anterioare și posterioare brun închis prevăzute cu oceli pupilați cu alb în banda submarginală. Exemplarul păstrează caracterele de diagnoză ale speciei | Muzeul Civilizației Dacice și Romane, Deva | Cimec    |
|      | Coenonympha leander (Esper, 1784)                                                         | Descoperit: jud. Caraș-Severin, com. ORAȘ BĂILE HERCULANE, BĂILE HERCULANE, Băile Herculane Dimensiuni: AA= 33 mm                                | Exemplar femelă. Aripile anterioare brun-gălbui. Aripile posterioare de culoare brună cu o bandă marginală brun-gălbuie prevăzută cu oceli negri. | Muzeul Civilizației Dacice și Romane, Deva | Cimec    |
|      | Euphydryas cynthia (Denis & Schiffermuller, 1775)                                         | Descoperit: Bulgaria Dimensiuni: AA: 37 mm | Exemplar mascul. Suprafețele bazale și discale ale aripilor, albe. Banda submarginală a aripilor posterioare portocalie cu pete negre. Păstrează caracterele de diagnoză ale speciei. | Muzeul Civilizației Dacice și Romane, Deva | Cimec    |
|      | Erebia cassioides neleus (Freyer, 1833)                                                   | Descoperit: jud. Caraș-Severin, Cheile Cernei; Vârful Arjana Dimensiuni: AA=33 mm                                                                | Exemplar mascul. Aripile anterioare prevăzute cu doi oceli alipiți, pupilați cu alb. Aripile posterioare brun-inchis prevăzute în banda submarginală cu oceli mici pupilați cu alb. | Muzeul Civilizației Dacice și Romane, Deva | Cimec    |
|      | Maculinea teleius (Bergstrasser, 1779) syn. euphemus (Hubner, 1800)                       | Descoperit: Leska; Valea Leska, Republica Cehă Dimensiuni: AA=33 mm                                                                              | Exemplar mascul. Fondul aripilor albastru întunecat. Aripile anterioare cu pete mici, triunghiulare, negre. Aripile posterioare prevăzute cu pete negre, mici, rotunde. Marginile aripilor cu o bandă neagră difuză. | Muzeul Civilizației Dacice și Romane, Deva | Cimec    |
|      | Coenonympha tullia tullia (Muller, 1764) syn. tiphon (Rottemburg, 1775)                   | Descoperit: jud. Harghita, com. MUNICIPIUL MIERCUREA CIUC, Șuta Dimensiuni: AA=34 mm                                                             | Specie protejată, de interes național conform OUG 57/2007 Exemplar femelă. Fondul aripilor brun-gălbui. Aripile anterioare prevăzute cu doi oceli negri înconjurați de o bandă galben-brună. Aripile posterioare prevăzute cu oceli de dimensiuni variabile. Aria postdiscală alb-gălbuie. | Muzeul Civilizației Dacice și Romane, Deva | Cimec    |
|      | Erebia melas carpathicola (Popescu Gorj & Alexinschi, 1959)                               | Descoperit: jud. Harghita, Muntele Hăghimașu (Hășmașu) Negru Dimensiuni: AA=36 mm                                                                | Specie de interes național conform OUG 57/2007 Exemplar mascul. Aripile anterioare și posterioare brun închis catifelat. Ocelii subapicali îngemănați, negri cu pupile albe și un al treilea pe S2, simplu. Bandă postdiscală brun-orange. Un ocel vizibil pe aripile posterioare. | Muzeul Civilizației Dacice și Romane, Deva | Cimec    |
|      | Parnassius mnemosyne transsylvanica (Schmidt, 1930)                                       | Descoperit: jud. Hunedoara, com. CERTEJU DE SUS, SĂCĂRÂMB, Săcărâmb; Dealul Calvaria Mică Dimensiuni: AA=58 mm                                   | Endemit carpatic. Taxon ocrotit conform OUG 57/2007 Exemplar femelă. Aripile anterioare cu o bordură lată hialină ce ajunge până la marginea internă. Marginea internă cu câte o pată mică neagră la mijloc. Două pete negre din care una în celulă și alta pe nervura transversală. Câmpul anal al aripilor posterioare acoperit cu solzi negri. Pata costală mare unită cu banda neagră extracelulară (conform diagnozei din Niculescu (1961) | Muzeul Civilizației Dacice și Romane, Deva | Cimec    |
|      | Parnassius mnemosyne transsylvanica (Schmidt, 1930)                                       | Descoperit: jud. Hunedoara, com. CERTEJU DE SUS, SĂCĂRÂMB, Dealul Calvaria Mică Dimensiuni: AA=53 mm                                             | Endemit carpatic. Taxon protejat conform OUG 57/2007 Exemplar mascul. Aripile anterioare cu banda hialină largă. Pete negre în celulă bine dezvoltate. Aripile posterioare cu câmpul anal acoperit cu solzi negri până la celulă. Pete negre mici în regiunea mediană. | Muzeul Civilizației Dacice și Romane, Deva | Cimec    |
|      | Zerynthia polyxena (Denis & Schiffermuller, 1775)                                         | Descoperit: jud. Hunedoara, com. BĂIȚA, CRĂCIUNEȘTI, Cheile Crăciunești; Măgura Crăciunești Dimensiuni: AA= 53 mm                                | Specie rară, protejată conform anexelor 3, 4A din OUG 57/2007 Exemplar mascul. Aripile anterioare și posterioare au fondul galben pal, cu numeroase pete negricioase. Aripile anterioare și posterioare par dințate datorită unui desen marginal format din lobi negri cu o dungă galbenă. | Muzeul Civilizației Dacice și Romane, Deva | Cimec    |
|      | Neptis hylas (Linnaeus, 1758) syn. sappho (Pallas, 1771)                                  | Descoperit: jud. Hunedoara, com. BĂIȚA, LUNCA, Lunca Dimensiuni: AA=39 mm                                                                        | Specie de interes național protejata conform anexei 4B din OUG 57/2007 Exemplar mascul. Fondul aripilor anterioare și posterioare negru cu pete negre. Aripile anterioare cu un șir marginal de pete albe mici, estompate. Aripile posterioare cu două benzi albe, cu o oblicitate accentuată. | Muzeul Civilizației Dacice și Romane, Deva | Cimec    |
|      | Euphydryas maturna partiensis (Varga, 1973)                                               | Descoperit: jud. Hunedoara, com. BĂIȚA, CRĂCIUNEȘTI, Cheile Crăciunesti Dimensiuni: AA= 36 mm                                                    | Subspecie rară; Specie de interes comunitar conform anexelor 3 si 4A din OUG 57/2007 Exemplar mascul. Fondul aripilor brun cu pete cărămizii, brune și albicioase dispuse în patru benzi transversale. În celulă, pete cărămizii în alternanță cu pete albicioase. Aripile posterioare cu o bandă submarginală de pete cărămizii străbătute de nervuri. | Muzeul Civilizației Dacice și Romane, Deva | Cimec    |
|      | Euphydryas aurinia aurinia (Rottemburg, 1775)                                             | Descoperit: jud. Hunedoara, com. BALȘA, MADA, Cheile Mada; Dealul Pleșa Mare Dimensiuni: AA=32 mm                                                | Specie de interes national si comunitar conform Anexelor 3, 4A din OUG 57/2007 Specie cu distributie localizată în România Exemplar mascul. Aripile anterioare și posterioare cărămiziu-gălbui străbătute de benzi negre transversale. Banda submarginală internă formată din pete cărămizii. Regiunea mediană cu o bandă neagră externă de forma literei S și o bandă roșcată internă. Regiunea submarginală a aripilor posterioare formată dintr-un șir de arcuri negre și o bandă lată roșcată formată din celule în care se află câte un punt negru.                                          | Muzeul Civilizației Dacice și Romane, Deva | Cimec    |
|      | Euphydryas aurinia aurinia (Rottemburg, 1775)                                             | Descoperit: jud. Hunedoara, com. BALȘA, MADA, Cheile Mada; Dealul Pleșa Mare Dimensiuni: AA= 35 mm                                               | Specie de interes national si comunitar conform anexelor 3, 4A din OUG 57/2007 Specie rara si cu distributie localizata in Romania Exemplar mascul. Aripile anterioare și posterioare au fondul cărămiziu-gălbui străbătut de benzi negre transversale. Banda submarginală internă formată din pete cărămizii. Regiunea mediană cuprinde o bandă neagră externă de forma literei S și o bandă roșcată internă. Regiunea submarginală a aripilor posterioare formată dintr-un șir de arcuri negre și o bandă lată roșcată formată din celule în care se află câte un punct negru.                  | Muzeul Civilizației Dacice și Romane, Deva | Cimec    |
|      | Euphydryas aurinia aurinia (Rottemburg, 1775)                                             | Descoperit: jud. Hunedoara, com. BALȘA, MADA, Cheile Mada; Dealul Pleșa Mare Dimensiuni: AA=36 mm                                                | Specie de interes national si comunitar conform OUG 57/200 Specie rară și cu distributie localizată în România Exemplar mascul. Aripile cu fondul cărămiziu gălbui străbătut de benzi transversale negre.Banda submarginală internă formată din pete cărămizii. Regiunea mediană cuprinde o bandă neagră externă de forma literei S și o bandă roșcată internă. Regiunea submarginală a aripilor posterioare formată dintr-un șir de arcuri negre și o bandă lată roșcată formată din celule în care se află câte un punct negru.                                                                 | Muzeul Civilizației Dacice și Romane, Deva | Cimec    |
|      | Euphydryas aurinia aurinia (Rottemburg, 1775)                                             | Descoperit: jud. Hunedoara, com. BALȘA, MADA, Cheile Mada; Dealul Pleșa Mare Dimensiuni: AA=33 mm                                                | Specie de interes national si comunitar conform OUG 57/2007 Specie rară și cu distribuție localizată în România Exemplar mascul. Aripile cu fondul cărămiziu gălbui străbătut de benzi transversale negre. Banda submarginală internă formată din pete cărămizii. Regiunea mediană cuprinde o bandă neagră externă de forma literei S și o bandă roșcată internă. Regiunea submarginală a aripilor posterioare formată dintr-un șir de arcuri negre și o bandă lată roșcată formată din celule în care se află câte un punct negru.                                                               | Muzeul Civilizației Dacice și Romane, Deva | Cimec    |
|      | Euphydryas aurinia aurinia (Rottemburg, 1775)                                             | Descoperit: jud. Hunedoara, com. BALȘA, MADA, Cheile Mada; Dealul Pleșa Mare Dimensiuni: AA=35 mm                                                | Specie de interes national si comunitar conform Anexelor 3, 4A din OUG 57/2007 Exemplar mascul. Aripile de culoare cărămizie-galben-roșcat, cu dungi transversale negre. Pete roșcate lunulare în regiunea marginală. Banda internă lată de culoare cărămizie-gălbuie formată din pete triunghiulare și traversată de nervuri negre. Aripile posterioare au regiunea submarginală cu un șir de arcuri negre și o bandă lată cărămizie formată din celule în care se află un punct negru. | Muzeul Civilizației Dacice și Romane, Deva | Cimec    |
|      | Euphydryas aurinia aurinia (Rottemburg, 1775)                                             | Descoperit: jud. Hunedoara, com. BALȘA, MADA, Cheile Mada; Dealul Pleșa Mare Dimensiuni: AA=33 mm                                                | Specie de interes national si comunitar conform anexelor 3, 4A din OUG 57/2007 Exemplar mascul. Fondul aripilor caramiziu gălbui cu dungi transversale negre. Regiunea submarginală prezintă o bandă internă lată, cărămizie formată din pete triunghiulare și traversată de nervuri negre. Regiunea antemarginală formată dintr-o bandă transversală neagră externă și o bandă cărămizie internă străbătută de nervuri negre. Regiunea mediană prezintă o bandă gălbuie cărămizie internă. Aripile posterioare cu o bandă lată cărămizie formată din celule în care se află câte un punct negru. | Muzeul Civilizației Dacice și Romane, Deva | Cimec    |
|      | Euphydryas aurinia aurinia (Rottemburg, 1775)                                             | Descoperit: jud. Hunedoara, com. BALȘA, MADA, Cheile Mada; Dealul Pleșa Mare Dimensiuni: AA=33 mm                                                | Specie de interes national și comunitar conform anexelor 3, 4A din OUG 57/2007 Exemplar mascul. Fondul aripilor caramiziu gălbui cu dungi transversale negre. Regiunea submarginală prezintă o bandă internă lată, cărămizie formată din pete triunghiulare și traversată de nervuri negre. Regiunea antemarginală formată dintr-o bandă transversală neagră externă și o bandă cărămizie internă străbătută de nervuri negre. Regiunea mediană prezintă o bandă gălbuie cărămizie internă. Aripile posterioare cu o bandă lată cărămizie formată din celule în care se află câte un punct negru. | Muzeul Civilizației Dacice și Romane, Deva | Cimec    |
|      | Euphydryas aurinia aurinia (Rottemburg, 1775)                                             | Descoperit: jud. Hunedoara, com. BALȘA, MADA, Cheile Mada; Dealul Pleșa Mare Dimensiuni: AA=35 mm                                                | Specie de interes national și comunitar conform anexelor 3, 4A din OUG 57/2007 Exemplar mascul. Fondul aripilor caramiziu gălbui cu dungi transversale negre. Regiunea submarginală prezintă o bandă internă lată, cărămizie formată din pete triunghiulare și traversată de nervuri negre. Regiunea antemarginală formată dintr-o bandă transversală neagră externă și o bandă cărămizie internă străbătută de nervuri negre. Regiunea mediană prezintă o bandă gălbuie cărămizie internă. Aripile posterioare cu o bandă lată cărămizie formată din celule în care se află câte un punct negru. | Muzeul Civilizației Dacice și Romane, Deva | Cimec    |
|      | Euphydryas aurinia aurinia (Rottemburg, 1775)                                             | Descoperit: jud. Hunedoara, com. BALȘA, MADA, Cheile Mada; Dealul Plesa Mare Dimensiuni: AA=40 mm                                                | Specie de interes national si comunitar conform OUG 57/2007 Exemplar mascul. Fondul aripilor caramiziu gălbui cu dungi transversale negre. Regiunea submarginală prezintă o bandă internă lată, cărămizie formată din pete triunghiulare și traversată de nervuri negre. Regiunea antemarginală formată dintr-o bandă transversală neagră externă și o bandă cărămizie internă străbătută de nervuri negre. Regiunea mediană prezintă o bandă gălbuie cărămizie internă. Aripile posterioare cu o bandă lată cărămizie formată din celule în care se află câte un punct negru.                    | Muzeul Civilizației Dacice și Romane, Deva | Cimec    |
|      | Apamea maillardi carpatobrunnea (Rakosy, 1996)                                            | Descoperit: jud. Alba, Muntele Șureanului Dimensiuni: AA=42 mm                                                                                   | Exemplar femelă. Fondul aripilor brun închis. Macula și benzile transversale mai puțin vizibile. Exemplarul păstrează caracteristicile diagnostice ale subspeciei (Rakosy 1996). | Muzeul Civilizației Dacice și Romane, Deva | Cimec    |
|      | Apamea maillardi carpatobrunnea (Rakosy, 1996)                                            | Descoperit: jud. Alba, Muntele Șureanu Dimensiuni: AA= 40 mm                                                                                     | Exemplar femelă. Fondul aripilor brun închis. Liniile transversale și macula reniformă mai puțin vizibile. Exemplarul păstrează caracteristicile diagnostice ale subspeciei (Rakosy 1996). | Muzeul Civilizației Dacice și Romane, Deva | Cimec    |
|      | Apamea maillardi carpatobrunnea (Rakosy, 1996)                                            | Descoperit: jud. Alba, Muntele Șureanu Dimensiuni: AA= 40 mm                                                                                     | Exemplar mascul. Fondul aripilor brun închis. Liniile transversale și macula reniformă mai puțin vizibile. Exemplarul păstrează caracteristicile diagnostice ale subspeciei (Rakosy, 1996). | Muzeul Civilizației Dacice și Romane, Deva | Cimec    |
|      | Apamea maillardi carpatobrunnea (Rakosy, 1996)                                            | Descoperit: jud. Alba, Muntele Șureanu Dimensiuni: AA=37 mm                                                                                      | Exemplar femelă. Fondul aripilor brun închis. Liniile transversale și macula reniformă mai puțin vizibile. Exemplarul păstrează caracteristicile diagnostice ale subspeciei (Rakosy, 1996). | Muzeul Civilizației Dacice și Romane, Deva | Cimec    |
|      | Apamea maillardi carpatobrunnea (Rakosy, 1996)                                            | Descoperit: jud. Alba, Muntele Șureanu Dimensiuni: AA=41 mm                                                                                      | Exemplar femelă. Fondul aripilor brun-închis. Liniile transversale și macula reniformă mai puțin evidente. Exemplarul păstrează caracteristicile diagnostice ale speciei (Rakosy 1996). Endemit carpatic. | Muzeul Civilizației Dacice și Romane, Deva | Cimec    |
|      | Apamea maillardi carpatobrunnea (Rakosy, 1996)                                            | Descoperit: jud. Alba, Muntele Șureanu Dimensiuni: AA=40 mm                                                                                      | Exemplar mascul. Fondul aripilor brun închis. Pata inelară și reniformă vizibile, tivite cu alb. Liniile transversale vizibile. Exemplarul păstrează caracteristicile diagnostice ale speciei (Rakosy 1996). Endemit carpatic | Muzeul Civilizației Dacice și Romane, Deva | Cimec    |
|      | Apamea maillardi carpatobrunnea (Rakosy, 1996)                                            | Descoperit: jud. Alba, Muntele Șureanu Dimensiuni: AA=38 mm                                                                                      | Exemplar mascul. Fondul aripilor brun închis. Pata inelară și reniformă vizibile, tivite cu alb. Liniile transversale vizibile. Exemplarul păstrează caracteristicile diagnostice ale speciei (Rakosy 1996). Endemit carpatic | Muzeul Civilizației Dacice și Romane, Deva | Cimec    |
|      | Apamea maillardi carpatobrunnea (Rakosy, 1996)                                            | Descoperit: jud. Alba, Muntele Vârfu lui Pătru Dimensiuni: AA= 40 mm                                                                             | Exemplar mascul. Fondul aripilor brun închis. Pata inelară și reniformă vizibile, tivite cu alb. Liniile transversale vizibile. Exemplarul păstrează caracteristicile diagnostice ale speciei (Rakosy 1996). Endemit carpatic | Muzeul Civilizației Dacice și Romane, Deva | Cimec    |
|      | Apamea rubrirena (Treitschke, 1825)                                                       | Descoperit: jud. Alba, Muntele Vârfu lui Pătru Dimensiuni: AA=43 mm                                                                              | Exemplarul păstrează caracterele de diagnoză ale speciei | Muzeul Civilizației Dacice și Romane, Deva | Cimec    |
|      | Prodotis stolida (Fabricius, 1775)                                                        | Descoperit: jud. Hunedoara, com. BALȘA, MADA, Cheile Mada Dimensiuni: AA=30 mm                                                                   | Exemplar mascul. Fondul aripilor brun. Aripile anterioare și posterioare străbătute de benzi transversale galben-pal. Exemplarul păstrează caracteristicile diagnostice ale subspeciei (Rakosy 1996). | Muzeul Civilizației Dacice și Romane, Deva | Cimec    |
|      | Parnassius mnemosyne transsylvanica (Schmidt, 1930)                                       | Descoperit: jud. Hunedoara, com. ORĂȘTIOARA DE SUS, GRĂDIȘTEA DE MUNTE, Valea Godeanu (Grădiște) Dimensiuni: AA=49 mm                            | Endemit carpatic; taxon protejat conform OUG 57/2007 Exemplar mascul. Aripile anterioare cu banda hialină largă. Pete negre în celulă bine dezvoltate. Aripile posterioare cu câmpul anal acoperit cu solzi negri până la celulă. Pete negre mici în regiunea mediană. | Muzeul Civilizației Dacice și Romane, Deva | Cimec    |
|      | Zerynthia cerisy ferdinandi (Stichel, 1907)                                               | Descoperit: jud. Constanța, com. ORAȘ BĂNEASA, BĂNEASA, Rezervația naturală Canaraua Fetii Dimensiuni: AA= 53 mm                                 | Exemplar femelă. Fondul aripilor galben cu pete negre. In zona marginală o bordură neagră care spre tornus se fragmentează în pete mai mici. Spre interior un șir de pete submarginale. Aripile posterioare au fondul galben cu pete negre și pete mici, roșii. | Muzeul Civilizației Dacice și Romane, Deva | Cimec    |
|      | Zerynthia cerisy ferdinandi (Stichel, 1907)                                               | Descoperit: jud. Constanța, com. ORAȘ BĂNEASA, BĂNEASA, Rezervația naturală Canaraua Fetii Dimensiuni: AA= 55 mm                                 | Exemplar mascul. Fondul aripilor galben cu pete negre. In zona marginală o bordură neagră care spre tornus se fragmentează în pete mai mici. Spre interior un șir de pete submarginale. Aripile posterioare au fondul galben cu pete negre și pete mici, roșii. Numărul petelor negre de pe aripile anterioare și posterioare mai redus ca la femelă. | Muzeul Civilizației Dacice și Romane, Deva | Cimec    |
|      | Zerynthia cerisy ferdinandi (Stichel, 1907)                                               | Descoperit: jud. Constanța, com. ORAȘ BĂNEASA, BĂNEASA, Rezervația naturală Canaraua Fetii (Dobrogea) Dimensiuni: AA=47 mm                       | Exemplar mascul. Fondul aripilor galben cu pete negre. În zona marginală o bordură neagră care spre tornus se fragmentează în pete mai mici. Spre interior un șir de pete submarginale. Aripile posterioare au fondul galben cu pete negre și pete mici, roșii. Numărul petelor negre de pe aripile anterioare și posterioare mai redus ca la femelă. Petele roșii de pe aripile posterioare mai reduse. | Muzeul Civilizației Dacice și Romane, Deva | Cimec    |
|      | Zerynthia polyxena (Denis & Schiffermuller, 1775)                                         | Descoperit: jud. Hunedoara, com. BĂNIȚA, CRIVADIA, Cheile Crivadiei Dimensiuni: AA= 49 mm                                                        | Specie rară și cu distribuție localizată în România protejată conform anexei 4A din OUG 57/2007 Exemplar mascul. Aripile anterioare și posterioare au fondul galben intens, cu numeroase pete negricioase. Aripile anterioare și posterioare par dințate datorită unui desen marginal format din lobi negri cu o dungă galbenă. | Muzeul Civilizației Dacice și Romane, Deva | Cimec    |
|      | Euphydryas aurinia aurinia (Rottemburg, 1775)                                             | Descoperit: jud. Hunedoara, com. BOȘOROD, CIOCLOVINA, Complexul carstic Ponorici-Cioclovina Dimensiuni: AA= 32 mm                                | Specie de interes national si comunitar conform OUG 57/2007 Exemplar mascul. Fondul aripilor caramiziu gălbui cu dungi transversale negre. Regiunea submarginală prezintă o bandă internă lată, cărămizie formată din pete triunghiulare și traversată de nervuri negre. Regiunea antemarginală formată dintr-o bandă transversală neagră externă și o bandă cărămizie internă străbătută de nervuri negre. Regiunea mediană prezintă o bandă gălbuie cărămizie internă. Aripile posterioare cu o bandă lată cărămizie formată din celule în care se află câte un punct negru.                    | Muzeul Civilizației Dacice și Romane, Deva | Cimec    |
|      | Heteropterus morpheus (Pallas, 1771)                                                      | Descoperit: jud. Hunedoara, com. BĂNIȚA, CRIVADIA, Cheile Crivadiei Dimensiuni: AA=32 mm                                                         | Specie de interes national si comunitar protejata conform anexei 4B din OUG 57/2007 Exemplar mascul. Fondul aripilor brun - închis. Aripile anterioare prevăzute cu pete gălbui, întrerupte de nervurile fine, spre marginea costală. | Muzeul Civilizației Dacice și Romane, Deva | Cimec    |
|      | Neptis hylas (Linnaeus, 1758) syn. sappho (Pallas, 1771)                                  | Descoperit: jud. Hunedoara, com. VAȚA DE JOS, PRIHODIȘTE, Prihodiște Dimensiuni: AA= 41 mm                                                       | Specie protejata, de interes național conform Anexei 4B din OUG 57/2007 Exemplar mascul. Fondul aripilor anterioare și posterioare negru cu pete negre. Aripile anterioare cu un șir marginal de pete albe mici, estompate. Aripile posterioare cu două benzi albe, cu o oblicitate accentuată. | Muzeul Civilizației Dacice și Romane, Deva | Cimec    |
|      | Chersotis laeta macini (Rakosy, Stasngelmaier & Wieser, 1996)                             | Descoperit: jud. Tulcea, com. GRECI, GRECI, Munții Măcin, Greci Dimensiuni: AA=32 mm                                                             | Exemplar mascul. Fondul aripilor brun-negricioase. Benzile mediane, de culoare brună, în zigzag. Pata inelară și reniformă de culoare brun-deschis. Aripile posterioare brun-închis. Exemplarul păstrează caracterele de diagnoză ale taxonului (Rakosy, 1996) | Muzeul Civilizației Dacice și Romane, Deva | Cimec    |
|      | Dysgonia algira algira (Linnaeus, 1767)                                                   | Descoperit: jud. Hunedoara, com. MUNICIPIUL DEVA, DEVA, Muzeul Deva Dimensiuni: AA=37 mm                                                         | Exemplar femelă. Fondul aripilor brun deschis. Pete brun-închis de formă trapezoidală pe aripile anterioare. | Muzeul Civilizației Dacice și Romane, Deva | Cimec    |
|      | Euphydryas aurinia aurinia (Rottemburg, 1775)                                             | Descoperit: jud. Hunedoara, com. SĂLAȘU DE SUS, SĂLAȘU DE SUS, Rezervația naturală Fânațele cu narcise de la Sălașu de Sus Dimensiuni: AA= 38 mm | Specie protejată conform anexelor 3, 4A din OUG 57/2007 Exemplar mascul. Fondul aripilor caramiziu gălbui cu dungi transversale negre. Regiunea submarginală cu o bandă internă lată, cărămizie formată din pete triunghiulare și traversată de nervuri negre. Regiunea antemarginală formată dintr-o bandă transversală neagră externă și o bandă cărămizie internă străbătută de nervuri negre. Aripile posterioare cu o bandă lată cărămizie formată din celule în care se află câte un punct negru.                                                                                           | Muzeul Civilizației Dacice și Romane, Deva | Cimec    |
|      | Maculinea teleius (Bergstrasser, 1779)                                                    | Descoperit: jud. Hunedoara, com. SĂLAȘU DE SUS, SĂLAȘU DE SUS, Rezervația naturală Fânațele cu narcise de la Sălașu de Sus Dimensiuni: AA=31 mm  | Exemplar mascul. Fondul aripilor albastru. Marginile aripilor anterioare negre. Pete negre cu aspect triunghiular în regiunea antemarginală externă. Pete negre rotunde în regiunea marginală a aripilor posterioare. Exemplarul păstrează caracteristicile de diagnoză ale speciei. | Muzeul Civilizației Dacice și Romane, Deva | Cimec    |